# Rafael Gordillo
Rafael Gordillo Vázquez (Almendralejo, 24 februari 1957) is een Spaans voormalig voetballer. Hij speelde als verdediger.
Gordillo speelde tijdens zijn profloopbaan bij Real Betis (1976-1985, 1992-1995) en Real Madrid (1985-1992). Daarnaast kwam hij tussen 1978 en 1988 75 keer uit voor het Spaans nationaal elftal, waarin hij drie doelpunten maakte. Gordillo behoorde tot de Spaanse selecties voor de wereldkampioenschappen van 1982 en 1986 en de Europees kampioenschappen van 1984 en 1988.
1 Arconada ·
2 Alexanco ·
3 Migueli ·
4 José Diego ·
5 Uría ·
6 Asensi  ·
7 Dani ·
8 Cardeñosa · 
9 Carrasco ·
10 Quini ·
11 Del Bosque ·
12 Juanito ·
13 Urruti ·
14 Gordillo ·
15 Olmo ·
16 Santillana ·
17 Satrústegui ·
18 Saura ·
19 Cundi ·
20 Tendillo ·
21 Zamora ·
22 Artola ·
Coach: Kubala
1 Arconada  ·
2 Camacho ·
3 Gordillo ·
4 Alonso ·
5 Tendillo ·
6 Alexanco ·
7 Juanito ·
8 Joaquín · 
9 Satrústegui ·
10 Zamora ·
11 López Ufarte ·
12 Urquiaga ·
13 Jiménez ·
14 Maceda ·
15 Saura ·
16 Sánchez ·
17 Gallego ·
18 Uralde ·
19 Santillana ·
20 Quini ·
21 Urruti ·
22 Miguel Ángel ·
Coach: Santamaría
1 Arconada  ·
2 Urquiaga ·
3 Camacho ·
4 Maceda ·
5 Goikoetxea ·
6 Gordillo ·
7 Señor ·
8 Víctor Muñoz · 
9 Santillana ·
10 Gallego ·
11 Carrasco ·
12 Salva ·
13 Buyo ·
14 Julio Alberto ·
15 Roberto ·
16 Francisco ·
17 Alonso ·
18 Butragueño ·
19 Sarabia ·
20 Zubizarreta ·
Coach: Miguel Muñoz
1 Zubizarreta ·
2 Tomás ·
2 Camacho  ·
4 Maceda ·
5 Víctor Muñoz ·
6 Gordillo ·
7 Señor ·
8 Goikoetxea · 
9 Butragueño ·
10 Carrasco ·
11 Julio Alberto ·
12 Setién ·
13 Urruti ·
14 Gallego ·
15 Chendo ·
16 Rincón ·
17 Francisco ·
18 Calderé ·
19 Salinas ·
20 Eloy ·
21 Míchel ·
22 Ablanedo ·
Coach: Miguel Muñoz
1 Zubizarreta ·
2 Tomás ·
2 Camacho  ·
4 Andrinúa ·
5 Víctor Muñoz ·
6 Calderé ·
7 Salinas ·
8 Sanchís · 
9 Butragueño ·
10 Eloy ·
11 Gordillo ·
12 Rodríguez ·
13 Buyo ·
14 Gallego ·
15 Eusebio ·
16 Bakero ·
17 Begiristain ·
18 Soler ·
19 Vázquez ·
20 Míchel ·
Coach: Miguel Muñoz